# Club Brujas
El Club Brujas (en flamenco, Club Brugge Koninklijke Voetbalvereniging; pronunciado [klʏˈbrʏɣə ˌkoːnɪŋkləkə ˈvudbɑlvəreːnəɣɪŋ]) es un club de fútbol belga con sede en la ciudad de Brujas, provincia de Flandes Occidental. Fue legalmente establecido en 1891, si bien fue fundado en 1890, y disputa sus partidos oficiales como local en el Jan Breydelstadion, que tiene capacidad para 29 472 espectadores. Los colores tradicionales del club son el azul y el negro. Desde 1958 milita en la Primera División de Bélgica.
Es uno de los clubes más laureados del país con diecinueve campeonatos de liga y ha gozado de renombre en el fútbol europeo tras llegar a dos finales europeas y tres semifinales más. Es el único club belga que ha jugado la final de la Copa de Europa desde su instauración en 1955 —actual Liga de Campeones—, en la que perdió ante el Liverpool Football Club en la final de la temporada 1978. También perdieron en la final de la Copa de la UEFA de 1976 —actual Liga Europa—, ante el mismo rival. Este último año (2023-2024) han conseguido alcanzar las Semifinales de Liga Europa Conferencia de la UEFA
Uno de los enfrentamientos más importantes del fútbol belga es el que protagoniza contra su gran rival del Cercle Brugge Koninklijke Sportvereniging (en español, Asociación Real de Deportes Círculo de Brujas) en el denominado «derby de Brujas». Otras rivalidades importantes del club son frente al Koninklijke Atletiek Associatie Gent y el Royal Sporting Club Anderlecht, de provincias vecinas. Es considerado junto a este último y el Royal Standard de Liège como uno de los tres grandes equipos del fútbol belga.

## Historia
El club es uno de los equipos de fútbol más antiguos de Europa, pues se fundó en 1890, aunque fue legalmente establecido el 13 de noviembre de 1891 con la denominación de Brugsche Football Club. Apenas tres años después una deserción de parte de sus integrantes dio con el establecimiento del Football Club Brugeois, con el que se fusionó en 1897 y del que adoptó el nombre. Al club se unió después el Vlaamsche Football Club de Bruges en 1902.
Su primer título en el campeonato belga se produjo en la temporada 1919-20, sin embargo hubo de pasar un largo período para que consiguiera ser campeón nuevamente en la liga. Al instaurarse los números de matrícula en 1926, al FC Brugeois se le asignó el n.º 3. También ese año obtuvo la distinción "real", pasando a ser Royal Football Club Brugeois, casi al tiempo que descendió a la segunda categoría. Allí se mantuvo hasta 1959, fecha en la que retornó a la máxima categoría belga y que ya no abandonó, mientras que en 1968 logró su segundo título oficial, la Copa de Bélgica.
En el año 1972 varió nuevamente su nombre, a la flamenca denominación de Club Brugge Koninklijke Voetbalvereniging, coincidiendo la época dorada del club. En la década de los años 1970 ganó un total de cinco ligas, y en el año 1978 llegó hasta la final de la Copa de Europa —actual Liga de Campeones—, siendo el único club de Bélgica que ha podido lograrlo y en la que es su mejor participación histórica. En la final fue derrotado en el estadio de Wembley por el Liverpool Football Club con un resultado de 1-0, mismo club que les derrotó en 1976 en la final de la Copa de la UEFA por un 4-3 global —actual Liga Europa—. En la temporada entremedias, eliminó al Real Madrid Club de Fútbol en los octavos de final de la Copa de Europa por un global de 2-0, tras la victoria en el Jan Breydelstadion.
Desde entonces se ha convertido en el segundo equipo en número de títulos del fútbol belga, por detrás del Royal Sporting Club Anderlecht, y acumula numerosas participaciones tanto en la Liga de Campeones como en la Liga Europa. En 2019 se convirtió además en el primer club belga en participar en la Liga de Campeones a través de la fase de clasificación para los no campeones.

## Uniforme
- Uniforme titular: Camiseta negra con una franja vertical azul, pantalón negros y medias negras.
- Uniforme suplente: Camiseta granate, pantalón granate y medias granates.
- Uniforme alternativo: Camiseta celeste, pantalón negro y medias celestes.

### Evolución del uniforme
| Local 2021–22   | Visita 2021-22  | Tercero 2021–22 | Local 2020-21   | Visita 2020-21         |
| Tercero 2020-21 | Local 2019-20   | Visita 2019-20  | Tercero 2019-20 | Local 2018-19          |
| Visita 2018-19  | Tercero 2018-19 | Local 2017-18   | Visita 2017-18  | Tercero 2017–18        |
| Local 2016-17   | Visita 2016-17  | Tercero 2016-17 | Local 2015-16   | Visita 2015-16         |
| Tercero 2015-16 | Local 2014-15   | Visita 2014-15  | Tercero 2014-15 | Local 2013-14          |
| Visita 2013-14  | Tercero 2013-14 | Local 2012-13   | Visita 2012-13  | Local 2011-12          |
| Visita 2011-12  | Local 2010-11   | Visita 2010-11  | Local 2009-10   | Visita 2009-10         |
| Local 2008-09   | Visita 2008-09  | Tercero 2008-09 | Local 2007-08   | Visita 2007-08         |
| Local 2005-07   | Visita 2006-07  | Visita 2005-06  | Local 2004-05   | Visita/Tercero 2004-06 |
| Local 2002-04   | Visita 2003-04  | Visita 2002-03  | Local 2000-02   | Visita 2000-02         |
| Tercero 2000-01 | Local 1999-00   | Visita 1999-00  | Local 1998-99   | Visita 1998-99         |
| Local 1997-98   | Visita 1997-98  | Local 1995-97   | Visita 1996-97  | Visita 1995-96         |

## Estadio
Es un estadio ubicado en la ciudad de Brujas, Bélgica, el estadio fue inaugurado en 1975 con el nombre de estadio Olympia. En 1993 la UEFA nombra como sede de la Eurocopa 2000 a los Países Bajos y Bélgica, por lo que se empieza a remodelar el estadio, en 1999 es reinaugurado con capacidad para 30 000 espectadores.

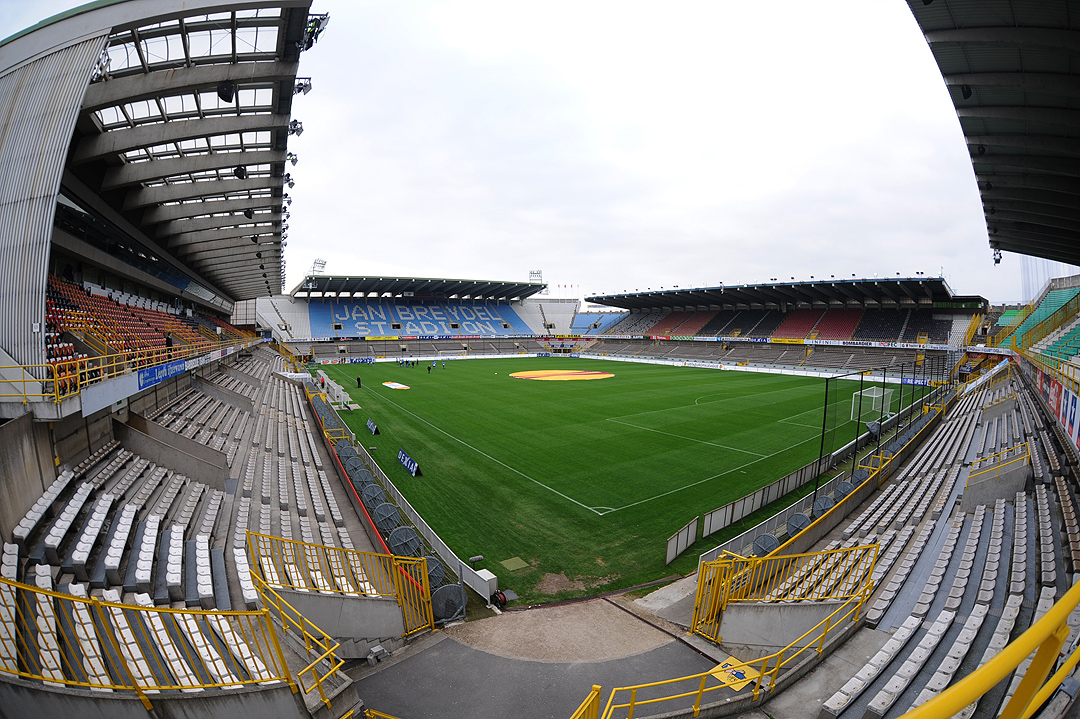
Panorámica interior del estadio

## Jugadores

### Homenajes
- 12 – Aficionados del Club
- 23 –  François Sterchele, DEL (2007–08). Póstumo; Sterchele fue el único que murió en un accidente automovilístico el 8 de mayo del 2008.

## Entrenadores
Entrenadores destacados
Ernst Happel: Ganó la liga belga en 3 ocasiones (1976, 1977, 1978) y llevó al Club Brujas a la Final de la Copa de Campeones 1977-78, donde perdió ante el Liverpool.
Hugo Broos: Dirigió al club desde 1991 hasta 1997, en este período ganó la liga belga en dos ocasiones: 1992 y 1996, y la Copa de Bélgica en tres oportunidades en 1991, 1995 y 1996.
Trond Sollied: Dirigió al club desde 2000 hasta 2005, en este período ganó la liga belga en dos ocasiones en 2003 y 2005, la Copa de Bélgica en 2002 y 2004, y en cuatro oportunidades la Supercopa de Bélgica en 2002, 2003, 2004 y 2005.
Philippe Clement: Consiguió 2 veces el título de la Liga Belga en 2020 y 2021, y la Supercopa de Bélgica en 2021.
Lista de entrenadores
- Hector Goetinck (1930–1933)
- Gérard Delbeke (1933–1934)
- Arthur Volckaert (1934–1936)
- Karl Schrenk (1936–1938)
- Robert De Veen (1938–1939)
- Gérard Delbeke (1939–1945)
- Louis Versyp (1945–1950)
- William Kennedy (1950–1951)
- Félix Schavy (1951–1957)
- Norberto Höfling (1957–1963)
- János Schwanner (1963)
- Henri Dekens (1963–1965)
- Ludwig Dupal (1965–1967)
- Norberto Höfling (1967–1968)
- Milorad Pavić (1968–1969)
- Frans de Munck (1969–1971)
- Leo Canjels (1971–1973)
- Jaak De Wit (1973–1974)
- Ernst Happel (1974–1978)
- András Béres (1978–1979)
- Mathieu Bollen (1979)
- Han Grijzenhout (1979–1980)
- Gilbert Gress (julio 1980 – junio 1981)
- Antoine "Spitz" Kohn (julio 1981 – noviembre 1981)
- Henri Coppens (1981–1982)
- Raymond Mertens (1982)
- Georg Keßler (1982–1984)
- Henk Houwaart (julio 1984 – junio 1989)
- Georges Leekens (julio 1989 – junio 1991)
- Hugo Broos (julio 1991 – julio 1997)
- Eric Gerets (julio 1997 – junio 1999)
- René Verheyen (julio 1999 – junio 2000)
- Trond Sollied (julio 2000 – junio 2005)
- Jan Ceulemans (julio 2005 – abril 2006)
- Emilio Ferrera (abril 2006 – enero 2007)
- Čedomir Janevski (enero 2007 – junio 2007)
- Jacky Mathijssen (julio 2007 – junio 2009)
- Adrie Koster (julio 2009 – octubre 2011)
- Rudy Verkempinck (octubre 2011 – noviembre 2011)
- Christoph Daum (noviembre 2011 – mayo 2012)
- Georges Leekens (mayo 2012 – noviembre 2012)
- Juan Carlos Garrido (noviembre 2012 – septiembre 2013)
- Michel Preud'homme (septiembre 2013 – junio 2017)
- Ivan Leko (junio 2017 – mayo 2019)
- Philippe Clement (mayo 2019 – enero 2022)
- Alfred Schreuder (enero 2022 – mayo 2022)
- Carl Hoefkens (julio 2022 – diciembre 2022)
- Scott Parker (diciembre 2022 – marzo 2023)
- Ronny Deila (mayo 2023 – marzo 2024)
- Nicky Hayen (marzo 2024 – )

## Palmarés

### Torneos nacionales (54)

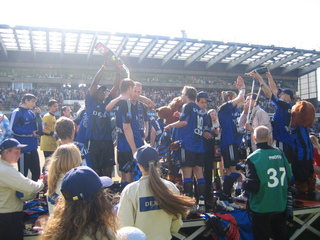
Jugadores del Brujas, celebrando la liga belga de 2005.

| Competiciones nacionales         | Títulos | Subcampeonatos |
| -------------------------------- | --- | -------------- |
| Primera División de Bélgica (19) | 1919-20, 1972-73, 1975-76, 1976-77, 1977-78, 1979-80, 1987-88, 1989-90, 1991-92, 1995-96, 1997-98, 2002-03, 2004-05, 2015-16, 2017-18, 2019-20, 2020-21, 2021-22, 2023-24 |                |
| Copa de Bélgica (12)             | 1967-68, 1969-70, 1976-77, 1985-86, 1990-91, 1994-95, 1995-96, 2001-02, 2003-04, 2006-07, 2014-15, 2024-25 (Récord)                                                       |                |
| Supercopa de Bélgica (18)        | 1980, 1986, 1988, 1990, 1991, 1992, 1994, 1996, 1998, 2002, 2003, 2004, 2005 2016, 2018, 2021, 2022, 2025 (Récord)                                                        |                |
| Copa de la Liga de Bélgica (1)   | 1985 |                |
| Segunda División de Bélgica (4)  | 1928-29, 1934-35, 1945-46, 1948-49 |                |

### Torneos internacionales
| Competiciones nacionales | Títulos | Subcampeonatos |
| ------------------------ | ------- | -------------- |
| Copa de Europa (0/1)     |         | 1977-78        |
| Copa de la UEFA (0/1)    |         | 1975-76        |

#### Torneos amistosos
- Bruges Matins (16): 1979, 1981, 1984, 1990, 1992, 1993, 1995, 1996, 1998, 2000, 2001, 2004, 2006, 2007, 2008, 2009.
- Easter Tournaments Brugge (4): 1906, 1952, 1953, 1955[4]
- Copa Ganda (3): 1906, 1907, 1908[5]
- Copa Sterchele (2): 2008, 2010
- Copa Kirin (1): 1981
- Torneo Phillips (1): 1983[6]
- Torneo de Ámsterdam (1): 1990[7]

## Participación en competiciones internacionales de la UEFA
Nota: En negrita competiciones activas.
| Competición                                               | Temp. | PJ  | PG  | PE | PP  | GF  | GC  | Dif. | Puntos | Títulos | Subtítulos |
| --------------------------------------------------------- | ----- | --- | --- | -- | --- | --- | --- | ---- | ------ | ------- | ---------- |
| Liga de Campeones de la UEFA                              | 24    | 139 | 48  | 32 | 59  | 170 | 205 | -35  | 176    | –       | 1          |
| Liga Europa de la UEFA                                    | 32    | 182 | 79  | 42 | 61  | 298 | 237 | +61  | 279    | –       | 1          |
| Liga Europa Conferencia UEFA                              | 1     | 18  | 12  | 2  | 3   | 42  | 15  | +27  | 26     | -       | -          |
| Recopa de Europa de la UEFA                               | 6     | 28  | 14  | 4  | 10  | 42  | 35  | +7   | 46     | –       | –          |
| Total                                                     | 63    | 367 | 153 | 80 | 133 | 552 | 492 | +61  | 527    | 0       | 2          |
| Actualizado a la Liga de Campeones de la UEFA (2024-2025) |       |     |     |    |     |     |     |      |        |         |            |

| 1967–68   | Copa de Ferias                     | 1                      | Sporting de Lisboa            | 0–0, 1–2          |
| 1968–69   | Recopa de Europa                   | 1                      | West Bromwich Albion          | 3–1, 0–2          |
| 1969–70   | Copa de Ferias                     | 1                      | Sabadell                      | 0–2, 5–1          |
| 1969–70   | Copa de Ferias                     | 2                      | Újpest Dózsa                  | 5–2, 0–3          |
| 1970–71   | Recopa de Europa                   | 1                      | Kickers Offenbach             | 1–2, 2–0          |
| 1970–71   | Recopa de Europa                   | Octavos de final       | Zürich                        | 2–0, 2–3          |
| 1970–71   | Recopa de Europa                   | Cuartos de final       | Chelsea                       | 2–0, 0–4          |
| 1971–72   | Copa de la UEFA                    | 1                      | Željezničar                   | 0–3, 3–1          |
| 1972–73   | Copa de la UEFA                    | 1                      | Åtvidabergs FF                | 5–3, 1–2          |
| 1972–73   | Copa de la UEFA                    | 2                      | Porto                         | 0–3, 3–2          |
| 1973–74   | Copa de Europa                     | 1                      | Floriana                      | 8–0, 2–0          |
| 1973–74   | Copa de Europa                     | 2                      | Basel                         | 2–1, 4–6          |
| 1975–76   | Copa de la UEFA                    | 1                      | Olympique de Lyon             | 3–4, 3–0          |
| 1975–76   | Copa de la UEFA                    | 2                      | Ipswich Town                  | 0–3, 4–0          |
| 1975–76   | Copa de la UEFA                    | Octavos de final       | Roma                          | 1–0, 1–0          |
| 1975–76   | Copa de la UEFA                    | Cuartos de final       | Milan                         | 2–0, 1–2          |
| 1975–76   | Copa de la UEFA                    | Semifinales            | Hamburgo                      | 1–1, 1–0          |
| 1975–76   | Copa de la UEFA                    | Final                  | Liverpool                     | 2–3, 1–1          |
| 1976–77   | Copa de Europa                     | 1                      | Steaua București              | 2–1, 1–1          |
| 1976–77   | Copa de Europa                     | Octavos de final       | Real Madrid                   | 0–0, 2–0          |
| 1976–77   | Copa de Europa                     | Cuartos de final       | Borussia Mönchengladbach      | 2–2, 0–1          |
| 1977–78   | Copa de Europa                     | 1                      | KuPS                          | 4–0, 5–2          |
| 1977–78   | Copa de Europa                     | Octavos de final       | Panathinaikos                 | 2–0, 0–1          |
| 1977–78   | Copa de Europa                     | Cuartos de final       | Atlético de Madrid            | 2–0, 2–3          |
| 1977–78   | Copa de Europa                     | Semifinales            | Juventus                      | 0–1, 2–0          |
| 1977–78   | Copa de Europa                     | Final                  | Liverpool                     | 0–1               |
| 1978–79   | Copa de Europa                     | 1                      | Wisła Kraków                  | 2–1, 1–3          |
| 1980–81   | Copa de Europa                     | 1                      | Basel                         | 0–1, 1–4          |
| 1981–82   | Copa de la UEFA                    | 1                      | Spartak de Moscú              | 1–3, 1–3          |
| 1984–85   | Copa de la UEFA                    | 1                      | Nottingham Forest             | 0–0, 1–0          |
| 1984–85   | Copa de la UEFA                    | 2                      | Tottenham Hotspur             | 2–1, 0–3          |
| 1985–86   | Copa de la UEFA                    | 1                      | Boavista                      | 3–4, 3–1          |
| 1985–86   | Copa de la UEFA                    | 2                      | Spartak de Moscú              | 0–1, 1–3          |
| 1986–87   | Recopa de Europa                   | 1                      | Rapid Viena                   | 3–4, 3–3          |
| 1987–88   | Copa de la UEFA                    | 1                      | Zenit                         | 0–2, 5–0          |
| 1987–88   | Copa de la UEFA                    | 2                      | Estrella Roja                 | 1–3, 4–0          |
| 1987–88   | Copa de la UEFA                    | Octavos de final       | Borussia Dortmund             | 0–3, 5–0          |
| 1987–88   | Copa de la UEFA                    | Cuartos de final       | Panathinaikos                 | 2–2, 1–0          |
| 1987–88   | Copa de la UEFA                    | Semifinales            | Espanyol                      | 2–0, 0–3          |
| 1988–89   | Copa de Europa                     | 1                      | Brøndby                       | 1–0, 1–2          |
| 1988–89   | Copa de Europa                     | Octavos de final       | Mónaco                        | 1–0, 1–6          |
| 1989–90   | Copa de la UEFA                    | 1                      | Twente                        | 0–0, 4–1          |
| 1989–90   | Copa de la UEFA                    | 2                      | Rapid Viena                   | 1–2, 3–4          |
| 1990–91   | Copa de Europa                     | 1                      | Lillestrøm SK                 | 1–1, 2–0          |
| 1990–91   | Copa de Europa                     | Octavos de final       | Milan                         | 0–0, 0–1          |
| 1991–92   | Recopa de Europa                   | 1                      | AC Omonia                     | 2–0, 2–0          |
| 1991–92   | Recopa de Europa                   | Octavos de final       | GKS Katowice                  | 1–0, 3–0          |
| 1991–92   | Recopa de Europa                   | Cuartos de final       | Atlético de Madrid            | 2–3, 2–1          |
| 1991–92   | Recopa de Europa                   | Semifinales            | Werder Bremen                 | 1–0, 0–2          |
| 1992–93   | Liga de Campeones de la UEFA       | 1                      | Maccabi Tel Aviv              | 1–0, 3–0          |
| 1992–93   | Liga de Campeones de la UEFA       | 2                      | Austria Viena                 | 2–0, 1–3          |
| 1992–93   | Liga de Campeones de la UEFA       | Fase de grupos         | CSKA Moscú                    | 1–0, 2–1          |
| 1992–93   | Liga de Campeones de la UEFA       | Fase de grupos         | Olympique de Marsella         | 0–3, 0–1          |
| 1992–93   | Liga de Campeones de la UEFA       | Fase de grupos         | Rangers                       | 1–1, 1–2          |
| 1994–95   | Recopa de Europa                   | 1                      | Sligo Rovers                  | 2–1, 3–1          |
| 1994–95   | Recopa de Europa                   | Octavos de final       | Panathinaikos                 | 1–0, 0–0          |
| 1994–95   | Recopa de Europa                   | Cuartos de final       | Chelsea                       | 1–0, 0–2          |
| 1995–96   | Recopa de Europa                   | 1                      | Shakhtar Donetsk              | 1–0, 1–1          |
| 1995–96   | Recopa de Europa                   | Octavos de final       | Real Zaragoza                 | 1–2, 0–1          |
| 1996–97   | Liga de Campeones de la UEFA       | Clasificatoria         | Steaua București              | 2–2, 0–3          |
| 1996–97   | Copa de la UEFA                    | 1                      | Lyngby BK                     | 1–1, 2–0          |
| 1996–97   | Copa de la UEFA                    | 2                      | Naţional Bucarest             | 2–0, 1–1          |
| 1996–97   | Copa de la UEFA                    | 3                      | Schalke 04                    | 2–1, 0–2          |
| 1997–98   | Copa de la UEFA                    | Clasificatoria 2       | Gorica                        | 5–3, 3–0          |
| 1997–98   | Copa de la UEFA                    | 1                      | Beitar Jerusalem              | 1–2, 3–0          |
| 1997–98   | Copa de la UEFA                    | 2                      | Bochum                        | 1–0, 1–4          |
| 1998–99   | Liga de Campeones de la UEFA       | Clasificatoria 1       | FK Sileks                     | 0–0, 2–1          |
| 1998–99   | Liga de Campeones de la UEFA       | Clasificatoria 2       | Rosenborg                     | 0–2, 4–2          |
| 1998–99   | Copa de la UEFA                    | 1                      | Újpest                        | 5–0, 2–2          |
| 1998–99   | Copa de la UEFA                    | 2                      | VfB Stuttgart                 | 1–1, 3–2          |
| 1998–99   | Copa de la UEFA                    | Octavos de final       | Olympique de Lyon             | 0–1, 3–4          |
| 1999–2000 | Copa de la UEFA                    | Clasificatoria         | Tulevik Viljandi              | 3–0, 2–0          |
| 1999–2000 | Copa de la UEFA                    | 1                      | Hapoel Haifa                  | 1–3, 4–2          |
| 2000–01   | Copa de la UEFA                    | Clasificatoria         | Flora Tallinn                 | 4–1, 2–0          |
| 2000–01   | Copa de la UEFA                    | 1                      | APOEL Nicosia                 | 2–0, 1–0          |
| 2000–01   | Copa de la UEFA                    | 2                      | St. Gallen                    | 2–1, 1–1          |
| 2000–01   | Copa de la UEFA                    | 3                      | Barcelona                     | 0–2, 1–1          |
| 2001–02   | Copa de la UEFA                    | Clasificatoria         | ÍA                            | 4–0, 6–1          |
| 2001–02   | Copa de la UEFA                    | 1                      | Olympiakos Nicosia            | 2–2, 7–1          |
| 2001–02   | Copa de la UEFA                    | 2                      | Arsenal Kyiv                  | 2–0, 5–0          |
| 2001–02   | Copa de la UEFA                    | 3                      | Olympique de Lyon             | 4–1, 0–3          |
| 2002–03   | Liga de Campeones de la UEFA       | Clasificatoria         | Dinamo Bucureşti              | 3–1, 1–0          |
| 2002–03   | Liga de Campeones de la UEFA       | Clasificatoria 3       | Shakhtar Donetsk              | 1–1, 1–1 (4:1 p.) |
| 2002–03   | Liga de Campeones de la UEFA       | Grupos                 | Barcelona                     | 2–3, 0–1          |
| 2002–03   | Liga de Campeones de la UEFA       | Grupos                 | Lokomotiv Moscú               | 0–0, 0–2          |
| 2002–03   | Liga de Campeones de la UEFA       | Grupos                 | Galatasaray                   | 0–0, 3–1          |
| 2002–03   | Copa de la UEFA                    | 3                      | VfB Stuttgart                 | 1–2, 0–1          |
| 2003–04   | Liga de Campeones de la UEFA       | Clasificatoria 3       | Borussia Dortmund             | 2–1, 1–2 (4:2 p.) |
| 2003–04   | Liga de Campeones de la UEFA       | Grupos                 | Celta de Vigo                 | 1–1, 1–1          |
| 2003–04   | Liga de Campeones de la UEFA       | Grupos                 | Ajax Ámsterdam                | 0–2, 2–1          |
| 2003–04   | Liga de Campeones de la UEFA       | Grupos                 | Milan                         | 1–0, 0–1          |
| 2003–04   | Copa de la UEFA                    | 3                      | Debreceni                     | 1–0, 0–0          |
| 2003–04   | Copa de la UEFA                    | Octavos de final       | Girondins de Bordeaux         | 1–3, 0–1          |
| 2004–05   | Liga de Campeones de la UEFA       | Clasificatoria 2       | Lokomotiv Plovdiv             | 2–0, 4–0          |
| 2004–05   | Liga de Campeones de la UEFA       | Clasificatoria 3       | Shakhtar Donetsk              | 1–4, 2–2          |
| 2004–05   | Copa de la UEFA                    | 1                      | Châteauroux                   | 4–0, 2–1          |
| 2004–05   | Copa de la UEFA                    | Fase de grupos         | Dnipro Dnipropetrovsk         | 2–3               |
| 2004–05   | Copa de la UEFA                    | Fase de grupos         | Utrecht                       | 1–0               |
| 2004–05   | Copa de la UEFA                    | Fase de grupos         | Austria Viena                 | 1–1               |
| 2004–05   | Copa de la UEFA                    | Fase de grupos         | Real Zaragoza                 | 1–1               |
| 2005–06   | Liga de Campeones de la UEFA       | Clasificatoria 3       | Vålerenga                     | 0–1, 1–0 (4:3 p.) |
| 2005–06   | Liga de Campeones de la UEFA       | Fase de grupos         | Juventus                      | 1–2, 0–1          |
| 2005–06   | Liga de Campeones de la UEFA       | Fase de grupos         | Bayern Múnich                 | 0–1, 1–1          |
| 2005–06   | Liga de Campeones de la UEFA       | Fase de grupos         | Rapid Viena                   | 1–0, 3–2          |
| 2005–06   | Copa de la UEFA                    | 3                      | Roma                          | 1–2, 1–2          |
| 2006–07   | Copa de la UEFA                    | Clasificatoria 2       | FK Sūduva                     | 2–0, 5–2          |
| 2006–07   | Copa de la UEFA                    | 1                      | MFK Ružomberok                | 1–0, 1–1          |
| 2006–07   | Copa de la UEFA                    | Fase de grupos         | Bayer Leverkusen              | 1–1               |
| 2006–07   | Copa de la UEFA                    | Fase de grupos         | Tottenham Hotspur             | 1–3               |
| 2006–07   | Copa de la UEFA                    | Fase de grupos         | Dinamo București              | 1–1               |
| 2006–07   | Copa de la UEFA                    | Fase de grupos         | Beşiktaş                      | 1–2               |
| 2007–08   | Copa de la UEFA                    | 1                      | Brann                         | 1–0, 1–2          |
| 2008–09   | Copa de la UEFA                    | 1                      | Young Boys                    | 2–2, 2–0          |
| 2008–09   | Copa de la UEFA                    | Fase de grupos         | Rosenborg                     | 0–0               |
| 2008–09   | Copa de la UEFA                    | Fase de grupos         | Saint-Étienne                 | 1–1               |
| 2008–09   | Copa de la UEFA                    | Fase de grupos         | Valencia                      | 1–1               |
| 2008–09   | Copa de la UEFA                    | Fase de grupos         | Copenhague                    | 0–1               |
| 2009–10   | Liga Europa de la UEFA             | Clasificatoria 3       | Lahti                         | 3–2, 1–1          |
| 2009–10   | Liga Europa de la UEFA             | Clasificatoria 4       | Lech Poznań                   | 0–1, 1–0 (4:3 p.) |
| 2009–10   | Liga Europa de la UEFA             | Fase de grupos         | Shakhtar Donetsk              | 1–4, 0–0          |
| 2009–10   | Liga Europa de la UEFA             | Fase de grupos         | Toulouse                      | 2–2, 1–0          |
| 2009–10   | Liga Europa de la UEFA             | Fase de grupos         | Partizan Belgrado             | 2–0, 4–2          |
| 2009–10   | Liga Europa de la UEFA             | 2                      | Valencia                      | 1–0, 0–3          |
| 2010–11   | Liga Europa de la UEFA             | Clasificatoria 4       | Dinamo Minsk                  | 2–1, 3–2          |
| 2010–11   | Liga Europa de la UEFA             | Fase de grupos         | Villarreal                    | 1–2, 1–2          |
| 2010–11   | Liga Europa de la UEFA             | Fase de grupos         | Dinamo Zagreb                 | 0–0, 0–2          |
| 2010–11   | Liga Europa de la UEFA             | Fase de grupos         | PAOK Salónica                 | 1–1, 1–1          |
| 2011–12   | Liga Europa de la UEFA             | Clasificatoria 3       | Qarabağ                       | 4–1, 0–1          |
| 2011–12   | Liga Europa de la UEFA             | Play-Off               | Zestafoni                     | 3–3, 2–0          |
| 2011–12   | Liga Europa de la UEFA             | Fase de grupos         | Maribor                       | 2–0, 4–3          |
| 2011–12   | Liga Europa de la UEFA             | Fase de grupos         | Sporting Braga                | 2–1, 1–1          |
| 2011–12   | Liga Europa de la UEFA             | Fase de grupos         | Birmingham City               | 1–2, 2–2          |
| 2011–12   | Liga Europa de la UEFA             | 2                      | Hannover 96                   | 1–2, 0–1          |
| 2012–13   | Liga de Campeones de la UEFA       | Clasificatoria 3       | Copenhague                    | 0–0, 2–3          |
| 2012–13   | Liga Europa de la UEFA             | Play-Off               | Debreceni                     | 3–0, 4–1          |
| 2012–13   | Liga Europa de la UEFA             | Fase de grupos         | Girondins de Bordeaux         | 0–4, 1–2          |
| 2012–13   | Liga Europa de la UEFA             | Fase de grupos         | Marítimo                      | 2–0, 1–2          |
| 2012–13   | Liga Europa de la UEFA             | Fase de grupos         | Newcastle United              | 0–1, 2–2          |
| 2013–14   | Liga Europa de la UEFA             | Clasificatoria 3       | Śląsk Wrocław                 | 3–3, 0–1          |
| 2014–15   | Liga Europa de la UEFA             | Clasificatoria 3       | Brøndby IF                    | 3–0, 2–0          |
| 2014–15   | Liga Europa de la UEFA             | Play-Off               | Grasshoppers                  | 2–1, 1–0          |
| 2014–15   | Liga Europa de la UEFA             | Fase de grupos         | Torino                        | 0–0, 0–0          |
| 2014–15   | Liga Europa de la UEFA             | Fase de grupos         | HJK Helsinki                  | 3–0, 2–1          |
| 2014–15   | Liga Europa de la UEFA             | Fase de grupos         | Copenhague                    | 1–1, 4–0          |
| 2014–15   | Liga Europa de la UEFA             | Dieciseisavos de final | Aalborg BK                    | 3–1, 3–0          |
| 2014–15   | Liga Europa de la UEFA             | Octavos de final       | Beşiktaş                      | 2–1, 3–1          |
| 2014–15   | Liga Europa de la UEFA             | Cuartos de final       | Dnipro Dnipropetrovsk         | 0–0, 0–1          |
| 2015–16   | Liga de Campeones de la UEFA       | Clasificatoria 3       | Panathinaikos                 | 1–2, 3–0          |
| 2015–16   | Liga de Campeones de la UEFA       | Play-Off               | Manchester United             | 1–3, 0–4          |
| 2015–16   | Liga Europa de la UEFA             | Fase de grupos         | Napoli                        | 0–1, 0–5          |
| 2015–16   | Liga Europa de la UEFA             | Fase de grupos         | Midtjylland                   | 1–3, 1–1          |
| 2015–16   | Liga Europa de la UEFA             | Fase de grupos         | Legia de Varsovia             | 1–0, 1–1          |
| 2016–17   | Liga de Campeones de la UEFA       | Fase de grupos         | Leicester City                | 0–3, 1–2          |
| 2016–17   | Liga de Campeones de la UEFA       | Fase de grupos         | Copenhague                    | 0–2, 0–4          |
| 2016–17   | Liga de Campeones de la UEFA       | Fase de grupos         | Porto                         | 1–2, 0–1          |
| 2017–18   | Liga de Campeones de la UEFA       | Clasificatoria 3       | İstanbul Başakşehir           | 3–3, 0–2          |
| 2017–18   | Liga Europa de la UEFA             | Play-Off               | AEK Atenas                    | 0–0, 0–3          |
| 2018–19   | Liga de Campeones de la UEFA       | Fase de grupos         | Borussia Dortmund             | 0–1, 0–0          |
| 2018–19   | Liga de Campeones de la UEFA       | Fase de grupos         | Atlético de Madrid            | 0–0, 1–3          |
| 2018–19   | Liga de Campeones de la UEFA       | Fase de grupos         | Mónaco                        | 1–1, 4–0          |
| 2018–19   | Liga Europa de la UEFA             | Dieciseisavos de final | Red Bull Salzburgo            | 2–1, 0–4          |
| 2019–20   | Liga de Campeones de la UEFA       | Clasificatoria 3       | Dinamo de Kiev                | 1–0, 4–3          |
| 2019–20   | Liga de Campeones de la UEFA       | Play-Off               | LASK Linz                     | 2–1, 1–0          |
| 2019–20   | Liga de Campeones de la UEFA       | Fase de grupos         | Galatasaray                   | 0–0, 1–1          |
| 2019–20   | Liga de Campeones de la UEFA       | Fase de grupos         | Real Madrid                   | 1–3, 2–2          |
| 2019–20   | Liga de Campeones de la UEFA       | Fase de grupos         | París Saint-Germain           | 0–5, 0–1          |
| 2019–20   | Liga Europa de la UEFA             | Dieciseisavos de final | Manchester United             | 1–1, 0–5          |
| 2020–21   | Liga de Campeones de la UEFA       | Fase de grupos         | Zenit                         | 3–0, 2–1          |
| 2020–21   | Liga de Campeones de la UEFA       | Fase de grupos         | Lazio                         | 1–1, 2–2          |
| 2020–21   | Liga de Campeones de la UEFA       | Fase de grupos         | Borussia Dortmund             | 0–3, 0–3          |
| 2020–21   | Liga Europa de la UEFA             | Dieciseisavos de final | Dinamo Kiev                   | 0–1, 1–1          |
| 2021–22   | Liga de Campeones de la UEFA       | Fase de grupos         | París Saint-Germain           | 1–1, 1–4          |
| 2021–22   | Liga de Campeones de la UEFA       | Fase de grupos         | Leipzig                       | 0–5, 2–1          |
| 2021–22   | Liga de Campeones de la UEFA       | Fase de grupos         | Manchester City               | 1–5, 1–4          |
| 2022-23   | Liga de Campeones de la UEFA       | Fase de grupos         | Bayer Leverkusen              | 1-0, 0-0          |
| 2022-23   | Liga de Campeones de la UEFA       | Fase de grupos         | Porto                         | 0-4, 4-0          |
| 2022-23   | Liga de Campeones de la UEFA       | Fase de grupos         | Atlético de Madrid            | 2-0, 0-0          |
| 2022-23   | Liga de Campeones de la UEFA       | Octavos de final       | Benfica                       | 0-2, 1-5          |
| 2023-24   | Liga Europa Conferencia de la UEFA | Clasificatoria 2       | Aarhus                        | 3-0, 0-1          |
| 2023-24   | Liga Europa Conferencia de la UEFA | Clasificatoria 3       | KA Akureyri                   | 5-1, 5-1          |
| 2023-24   | Liga Europa Conferencia de la UEFA | Play-off               | Osasuna                       | 2-1, 2-2          |
| 2023-24   | Liga Europa Conferencia de la UEFA | Fase de grupos         | Besiktas                      | 1-1,0-5           |
| 2023-24   | Liga Europa Conferencia de la UEFA | Fase de grupos         | Bodo Glimt                    | 1-0,3-1           |
| 2023-24   | Liga Europa Conferencia de la UEFA | Fase de grupos         | Lugano                        | 2-0, 3-1          |
| 2023-24   | Liga Europa Conferencia de la UEFA | Octavos de final       | Molde FK                      | 2-1,3-0           |
| 2023-24   | Liga Europa Conferencia de la UEFA | Cuartos de final       | PAOK                          | 1-0,0-2           |
| 2023-24   | Liga Europa Conferencia de la UEFA | Semifinales            | Fiorentina                    | 3-2,1-1           |
| 2024-2025 | Liga de Campeones de la UEFA       | Fase de Liga           | Borussia Dortmund             | 0-3               |
| 2024-2025 | Liga de Campeones de la UEFA       | Fase de Liga           | Sportklub Sturm Graz          | 0-1               |
| 2024-2025 | Liga de Campeones de la UEFA       | Fase de Liga           | Associazione Calcio Milan     | 3-1               |
| 2024-2025 | Liga de Campeones de la UEFA       | Fase de Liga           | Aston Villa Football Club     | 1-0               |
| 2024-2025 | Liga de Campeones de la UEFA       | Fase de Liga           | Sporting Club de Portugal     | 2-1               |
| 2024-2025 | Liga de Campeones de la UEFA       | Fase de Liga           | Celtic Football Club          | 1-1               |
| 2024-2025 | Liga de Campeones de la UEFA       | Fase de Liga           | Juventus de Turín             | 0-0               |
| 2024-2025 | Liga de Campeones de la UEFA       | Fase de Liga           | Manchester City Football Club | 3-1               |
| 2024-2025 | Liga de Campeones de la UEFA       | Dieciseisavos de final | Atalanta Bergamasca Calcio    | 2-1,1-3           |
| 2024-2025 | Liga de Campeones de la UEFA       | Octavos de final       | Aston Villa Football Club     | 1-3,3-0           |